# LB Specialist Cars

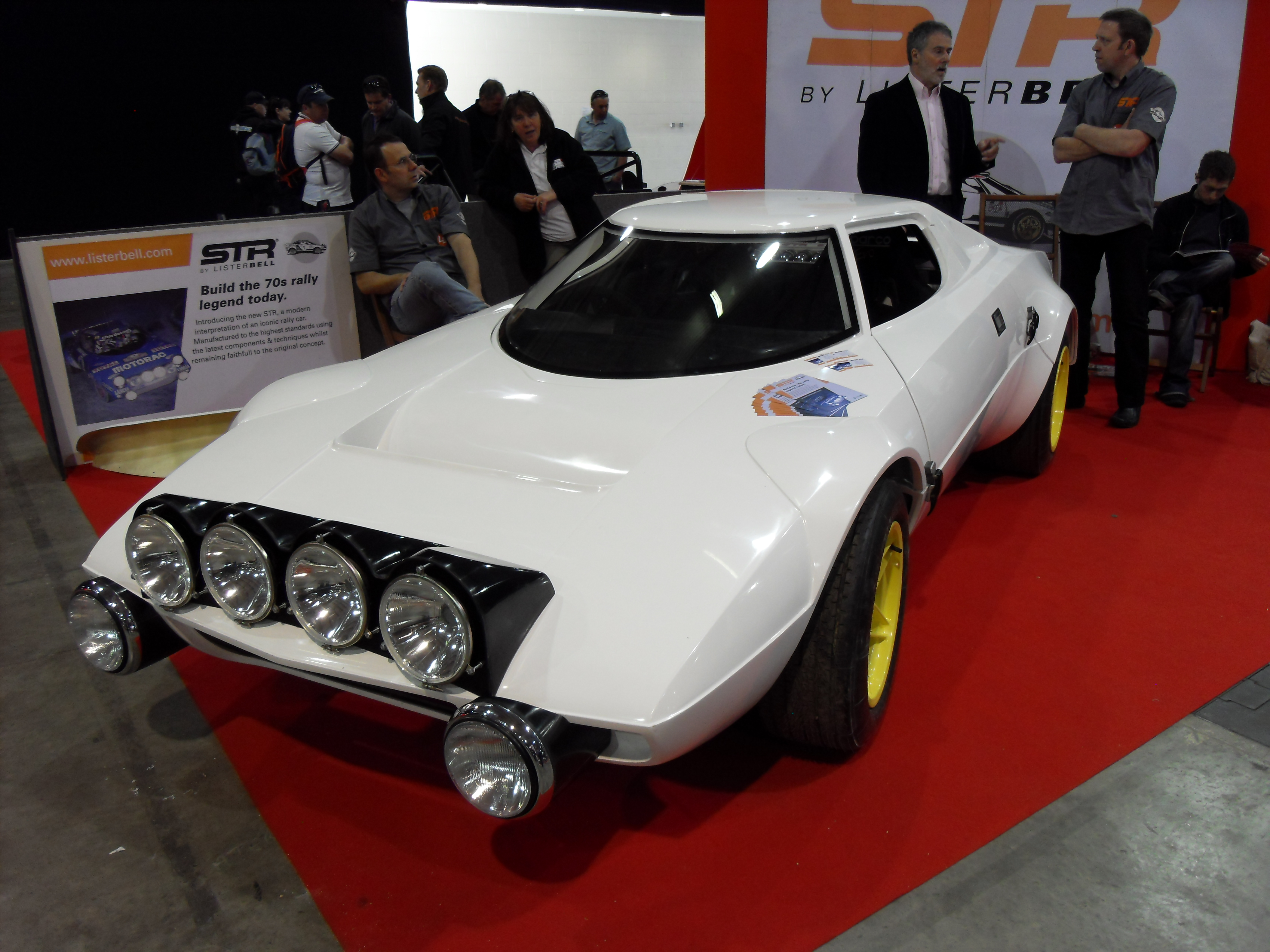
Listerbell STR

LB Specialist Cars Ltd., vorher Listerbell Automotive Limited (Eigenschreibweise ListerBell Automotive Limited), ist ein britischer Hersteller von Automobilen.

## Unternehmensgeschichte
Craig Andrew White, der vorher bei Gardner Douglas Sports Cars und Ultima Sports tätig war, und William John Davidson gründeten am 14. April 2010 das Unternehmen in Newark-on-Trent in der Grafschaft Nottinghamshire. Sie begannen mit der Produktion von Automobilen und Kits. Der Markenname lautet Listerbell. Am 30. März 2011 gab Davidson seinen Direktorenposten auf  und verließ das Unternehmen. Lydia White wurde am 21. Februar 2012 zweite Direktorin. Insgesamt entstanden bisher etwa 16 Exemplare.

## Fahrzeuge
Das Standardmodell ist der STR. Dies ist die Nachbildung des Lancia Stratos HF. Verschiedene Motoren treiben die Fahrzeuge an.
Darauf basiert der STR-M. Er hat einen V8-Motor vom Ferrari Mondial mit wahlweise 3000 cm³ oder 3200 cm³ Hubraum.